# Bun B
Bernard Freeman, beter bekend als Bun B (Port Arthur (Texas), 19 maart 1973) is een Amerikaanse rapper. Hij vormde samen met Pimp C het hiphopduo UGK wat staat voor "UnderGround Kingz".
In de jaren 80 waren de schoolvrienden Bernard (Bun B) en Chad (Pimp C) erg geïnspireerd door de rapgroep Geto Boys en ze besloten zelf te rappen. In 1988 maakten ze hun eerste (toen nog) cassettebandje genaamd "The Southern Way" en in 1992 kwam hun eerste officiële album uit genaamd "Too Hard To Swallow" wat erg aansloeg in Texas. Daarna volgden nog twee albums en waren nog steeds heel bekend in hun streek. In 2000 verschenen ze op Jay-Z's hit single "Big Pimpin'" en toen kwam hun succes over het hele land.
Daarna volgden nog twee albums en toen werd Pimp C opgepakt en moest voor vijf jaar in de gevangenis. Bun B ging solo en bracht een album uit met singles die in de charts verschenen. Hij heeft toen ook de nummer 1-hit "Check On It" met Beyoncé en Slim Thug opgenomen. Toen Pimp C in 2006 werd vrijgelaten was het tijd voor de comeback. Pimp C bracht het album "Pimpalation" uit en in 2007 kwam het succesvolle album "UnderGround Kingz" uit met de hit single "Int'l Players Anthem (I Choose You)" met OutKast. In december 2007 kwam het treurige nieuws: Pimp C is overleden aan de gevolgen van slaapapneu in combinatie met promethazine- en codeïnegebruik.
Op 20 mei 2008 is Bun B's nieuwe album "II Trill" uitgekomen. Verder is hij te horen in het nummer Outro van Lil Wayne's album Tha Carter 4.

## Discografie

### Albums met UGK
- 1992: Too Hard To Swallow
- 1994: Super Tight
- 1996: Ridin' Dirty
- 2001: Dirty Money
- 2002: Side Hustles
- 2007: UnderGround Kingz
- 2009: UGK 4 Life

### Soloalbums
- 2005: Trill
- 2008: II Trill

### Singles
- 2005: "Draped Up" (met Lil' Keke)
- 2005: "Git It" (met Ying Yang Twins)
- 2005: "Get Throwed" (met Pimp C, Young Jeezy, Jay-Z & Z-Ro)
- 2008: "That's Gangsta" (met Sean Kingston)

- Bibliothèque nationale de France: cb17006195c (data)
- International Standard Name Identifier: 0000 0000 3613 7966
- Library of Congress Control Number: n2005068228
- MusicBrainz: c1f5d7c6-1bce-45f1-bb80-f9c74bb9c740